# Glemmingebro
Glemmingebro é uma pequena localidade da Suécia, situada na província histórica da Escânia.

Tem cerca de 376 habitantes, e pertence à Comuna de Ystad.

Está situada a 12 km a leste de Ystad.